# M. J. Cole
M. J. Cole (настоящее имя — Мэттью Джеймс Фирт Коулмен, англ. Matthew James Firth Coleman) — британский диджей в жанре гэридж, музыкальный продюсер и ремиксер. Его дебютный альбом «Sincere» занял 14-ю строчку в британском чарте альбомов в августе 2001 года.

## Биография
Родился в Лондоне. В молодости обучался игре на гобое и фортепиано. Получил стипендии в Юношеском отделе Королевского колледжа музыки и в Школе Лондонского Сити.
В 2000 году на звукозаписывающем лейбле Жиля Петерсона Talkin' Loud Коулмен выпустил свой первый музыкальный альбом, получивший название Sincere. Дебютный релиз принес ему два сингла, которые вошли в топ-15 чарта синглов Великобритании, престижную номинацию на Mercury Music Prize, номинацию на премии Brit Awards и награду MOBO Awards в 2000 году, обойдя Dr. Dre в номинации «Лучший музыкальный продюсер». За продажи альбома Sincere на территории Великобритании в количестве свыше 60 тысяч копий Коулмен получил сертификацию от Британской ассоциации производителей фонограмм. Вместе с аккомпанирующим лайв-бэндом M. J. Cole презентовал свой альбом, выступив на вечернем шоу Jools Holland, Top of the Pops, CD:UK, The Chart Show, а также на музыкальных церемониях Mercury Music Prize и MOBO Awards.
В 2003 году Коул выпустил свой второй альбом Cut to the Chase, также на лейбле Talkin' Loud, после чего покинул его в 2004 году. В последующем Коул выпустил несколько синглов и мини-альбомов на собственном лейбле Prolific Recordings. Дискография Коулмена включает множество совместных работ, в том числе с «крёстным отецом грайма» – рэпером Уайли, британским рэпером AJ Tracey, певицей Фреей Райдингз и другими. В 2014 году стал соавтором и продюсером трека «Nobody But You» для Мэри Джей Блайдж, Сэма Смита и Джимми Нейпсом. В 2015 году спродюсировал трек «Making of Me» с одноименного мини-альбома Джимми Нейпса.

## Дискография

### Альбомы
| Название         | Год           | Пиковая позиция в UK Albums Chart | Продолжительность | Лейбл        |
| ---------------- | ------------- | --------------------------------- | ----------------- | ------------ |
| Sincere          | 2000 (апрель) | 14                                | 72:20             | Talkin' Loud |
| Cut to the Chase | 2003 (апрель) | 82                                | 62:42             | Talkin' Loud |

### Синглы
| Название                                         | Год  | Пиковая позиция в UK Sungles Chart |
| ------------------------------------------------ | ---- | ---------------------------------- |
| Sincere (при участии Caspar Nova и Jay Dee)      | 1998 | 38                                 |
| Crazy Love                                       | 2000 | 10                                 |
| Sincere (remix)                                  | 2000 | 13                                 |
| Hold on to Me (при участии Elizabeth Troy)       | 2000 | 35                                 |
| Wondering Why                                    | 2003 | 30                                 |
| Never Say Never (при участии Shea)               | 2004 | —                                  |
| When You Said You Loved Me (при участии Tubby T) | 2004 | —                                  |
| Badboy (при участии Laura Vane)                  | 2006 | —                                  |
| Watertight (при участии Laura Vane)              | 2006 | —                                  |
| Gotta Have It (при участии Digga)                | 2009 | —                                  |
| From The Drop (совместно с Wiley)                | 2010 | —                                  |
| Satellite                                        | 2011 | —                                  |
| Red and Black                                    | 2012 | —                                  |
| Bouldaz                                          | 2015 | —                                  |